# Inch Abbey
Inch Abbey (Insula Curcii; Iniscourcey; irisch Mainistir na hInse, Inis Cumhscraigh) ist eine ehemalige Zisterzienserabtei in Nordirland im Vereinigten Königreich. Sie lag verhältnismäßig abgeschlossen gut einen Kilometer nordwestlich von Downpatrick im County Down zwischen dem Fluss Quoile und dem Marschland, zwischen zwei Drumlins.

## Geschichte
An der Stelle des Klosters befand sich wohl schon um das Jahr 800 eine Kirche, die im Jahr 1001 von Wikingern geplündert wurde. Das Kloster wurde 1127 als Benediktinerkloster gegründet und schloss sich nach der anglonormannischen Invasion im Jahr 1180 (nach anderen Daten erst gegen 1187) unter der Herrschaft von John de Courcy als Tochterkloster von Furness Abbey in Lancashire dem Zisterzienserorden an. Damit gehörte es der Filiation der Primarabtei Clairvaux an. Das Kloster blieb unter englischem Einfluss und lehnte 1380 die Aufnahme irischer Mönche ab. 1404 wurde die Abtei in Brand gesetzt und anschließend die Kirche verkleinert. 1542 endete das Klosterleben und die Abtei gelangte schließlich an die Familie Perceval Maxwell, die im 19. Jahrhundert einige Reparaturen unternahm, das Kloster aber 1910 dem Staat übergab, der in der Folgezeit größere Erhaltungsarbeiten durchführte.

## Bauten und Anlage
Der Westteil der kreuzförmigen Kirche mit fünf Langhausjochen ist weitgehend zerstört. Teile der Kirche sind in Zement erneuert. Der Rechteckchor verfügte über drei Lanzettfenster sowie ein darüber liegendes Fenster, von dem nur noch der untere Ansatz erhalten ist, und Lanzettpaare im Norden und Süden. Das nördliche Querhaus hatte wie wohl auch das stärker zerstörte südliche, das sich in ein kleines Armarium öffnete, zwei Kapellen. Im 15. Jahrhundert wurden die Querhäuser und das Langhaus jenseits des ersten Langhausjochs abgetrennt, wohl weil die Kirche zu groß geworden war. Die Klausur lag im Süden der Kirche. Die Galerien des Kreuzgangs sind nicht mehr vorhanden. Neben dem Armarium lagen der kleine Kapitelsaal, das schmale Parlatorium und der Mönchssaal, oberhalb davon das Dormitorium. Der Südflügel nahm Küche und Refektorium auf. Die Westseite des Kreuzgangs nimmt statt des Laienbrüderflügels nur eine Abschlusswand auf. Ein Gebäude südöstlich des Ostflügels dürfte das Krankenhaus gewesen sein.

## Filmdrehort
Dezember 2010 wurden in den Ruinen des Klosters einige Szenen für die HBO-Serie Game of Thrones gedreht.